# Jing'an

District Jing'an

Jing'an is een district in het centrum van Shanghai, in Puxi. Het district heeft een oppervlakte van 7,62 km² en telde in 2002 305.300 inwoners. Het is een van de dichtstbevolkte zones van Shanghai.
Het district grenst in het oosten aan Huangpu en heeft de Suzhou als noordelijke grens. Het district dankt zijn naam aan de oude traditionele boeddhistische tempel Jing'an die centraal in het district is gelegen. De Jaden boeddhatempel ligt eveneens in het district. Het hoofdkwartier van Shanghai Airlines is hier gelegen, naast meerdere uitgaanswijken en zes vijf-sterren-hotels.